# Peder Ronholt
Peder Ronholt (Faxe, 9 de marzo de 1974) es un deportista danés que compitió en vela en la clase Europe. Ganó una medalla de plata en el Campeonato Mundial de Europe de 1993.

## Palmarés internacional
| Campeonato Mundial | Campeonato Mundial | Campeonato Mundial | Campeonato Mundial |
| Año                | Lugar              | Medalla            | Clase              |
| ------------------ | ------------------ | ------------------ | ------------------ |
| 1993               | Århus (Dinamarca)  | Medalla de plata   | Europe             |